# Muradup
Muradup är en ort i Australien. Den ligger i kommunen Kojonup och delstaten Western Australia, omkring 230 kilometer sydost om delstatshuvudstaden Perth. Antalet invånare är 465.
Trakten runt Muradup är nära nog obefolkad, med mindre än två invånare per kvadratkilometer.. Närmaste större samhälle är Kojonup, omkring 16 kilometer öster om Muradup.
Trakten runt Muradup består till största delen av jordbruksmark. Genomsnittlig årsnederbörd är 617 millimeter. Den regnigaste månaden är september, med i genomsnitt 113 mm nederbörd, och den torraste är februari, med 5 mm nederbörd.